# Estação Santa Fe
A Estação Santa Fe é uma das estações do Metro de Buenos Aires, situada em Buenos Aires, entre a Estação Las Heras e a Estação Córdoba. Faz parte da Linha H e faz integração com a Linha D através da Estação Pueyrredón.
Foi inaugurada em 12 de julho de 2016. Localiza-se no cruzamento da Avenida Santa Fe com a Avenida Pueyrredón. Atende o bairro de Recoleta.